# Oreothlypis luciae
La reinita de Lucy o chipe rabadillicastaño (Oreothlypis luciae) es una especie de ave paseriforme clasificada en la familia Parulidae. Habita en los desiertos de Estados Unidos y México y es una especie migratoria. Muy similar a otras especies de Vermivora, se caracteriza por su rabadilla castaña rojiza y por anidar en cavidades de árboles.

## Descripción
Los adultos miden 10 cm de longitud promedio. Está estrechamente relacionado con V. crissalis y V. virginiae. Hembras y machos son similares. Son aves de cabeza, nuca, espalda, alas y cola grises. Las partes ventrales (garganta, pecho, vientre y plumas cobertoras inferiores de la cola son de color gris claro o blancuzcas. En la cabeza hay un pequeño parche rojizo castaño en la corona y un anillo blanco alrededor de cada ojo. Su característica distintiva es el color castaño rojizo de la rabadilla y de las cobertoras superiores de la cola.
Los juveniles son grises casi por completo, pero conservan el parche castaño rojizo de la rabadilla; además tienen dos barras tenuemente más claras en las alas.

## Hábitat
Vive en desiertos, preferentemente en vegetación ribereña, siempre con abundancia de arbustos o mezquite. Se alimenta principalmente de insectos y puede formar pequeños grupos alimenticios.

## Reproducción
Construyen un nido en cavidades de árboles, a partir de finas fibras vegetales. Es la única parúlida con esta costumbre, además de Protonotaria citrea. La hembra pone entre 3 y 6 huevos blancos con manchas marrones. El nido puede ser parasitado por el tordo cabecicafé (Molothrus ater).

## Distribución
Se extiende, en la época reproductiva, por el suroeste de los Estados Unidos y el extremo noroeste de México (norte de Baja California y de Sonora). Invierna en la costa pacífica mexicana, desde Sinaloa hasta Guerrero.